# Hedda Gabler
Hedda Gabler è un dramma in quattro atti dello scrittore e drammaturgo norvegese Henrik Ibsen, ed è considerato uno dei suoi maggiori successi.
Il testo teatrale, pubblicato nel 1890, fu rappresentato per la prima volta al Königlichen Residenztheater di Monaco di Baviera il 31 gennaio 1891. Ibsen fu criticato all'inizio a causa della natura molto particolare della protagonista, Hedda Gabler, la quale non rispecchiava affatto l'ideale di donna del periodo.
Hedda Gabler è lo studio di una donna ossessionata dal successo e profondamente insoddisfatta.

## Trama
Hedda è una donna di ventinove anni che si è unita in matrimonio con un uomo affezionato ma mediocre, che lei non ama e che ha scelto solo per ragioni economiche. Quando il corrotto ma geniale Ejlert Løvborg, storico rivale di suo marito e un tempo intimo amico di lei, ricompare dichiarando di aver finalmente scritto la sua opera migliore – cosa che gli permetterebbe di diventare professore all'università e quindi di ottenere per sé il posto destinato al marito – Hedda è presa da una forte crisi.
Una notte, dopo essersi ubriacato durante una gran baldoria in casa di amici, Løvborg smarrisce il manoscritto che avrebbe dovuto condurlo al successo, quel testo che rappresenta la summa del suo pensiero, il suo irripetibile capolavoro, ed è per lui quasi una sorta di figlio. A trovarlo per strada è stato Tesman, il marito di Hedda, il quale pensa di restituirglielo in un secondo momento. Quando Løvborg, disperato, confessa alla Signora Elvsted e anche a Hedda di aver perso il manoscritto, quest'ultima non gli dice che suo marito l'ha trovato ma, al contrario, lo incoraggia nell'idea del suicidio che lui ha manifestato e gli regala "per ricordo di lei" una delle sue due pistole. Poi, sola e all'insaputa di tutti, brucia nella stufa il manoscritto. Suo marito e la signora Elvsted, che è un'amica intima di Løvborg e molto ha collaborato alla stesura di quel testo, cercano di ricostruire, basandosi sulla memoria, il contenuto dell'opera.
Hedda è sorpresa nel venir poi a sapere che Løvborg è morto in una casa di piacere e che probabilmente ciò è stato l'esito di un incidente, non della sua volontà di suicidarsi. Tutt'altro dunque che "in bellezza", egli ha posto fine ai suoi giorni, come lei gli aveva invece suggerito e raccomandato. Per di più l'assessore Brack, venuto a conoscenza del fatto che è stata Hedda a dare la pistola a Ejlert Løvborg – cosa che se fosse risaputa susciterebbe un grave scandalo –, la minaccia di divulgare questo fatto se lei non accetta le sue avances. Hedda, a quel punto, per sottrarsi al vile ricatto si uccide.

## Una controversa figura femminile
Figura interessante, considerando la condizione femminile dell'epoca, Ibsen ci descrive qui la storia di una donna, Hedda Gabler, che nel tentativo di acquisire libertà e indipendenza, sprofonda in una spirale di egoismo, odio e gelosia. Rispetto a Nora, la protagonista di Casa di bambola, un altro capolavoro di Ibsen, il personaggio di Hedda Gabler è spesso considerato come più vivace, più ricco di sfumature e più intrigante. Scipio Slataper, nella sua tesi di laurea su Ibsen, parlò dei suoi sentimenti definendoli una "isterica passione", e come "qualche cosa che ci fa star zitti e meravigliati". Donna cinica e gelida, annoiata da una vita priva di passione e di autentiche aspirazioni, Hedda brama di poter avere nelle sue mani il destino di un uomo: invidiosa dell'influenza positiva che la signora Elvsted ha avuto su Ejlert, tanto da riuscire a redimerlo e a farne quasi un uomo nuovo, decide di agire su di lui esattamente al contrario portandolo alla rovina e istigandolo al suicidio.

## Rappresentazioni
La prime rappresentazioni italiane del lavoro di Ibsen si ebbero tutte nel 1892: dapprima il 5 aprile al Teatro Filodrammatico di Trieste dalla compagnia Vitaliani-Salsilli, e repliche al Teatro dei Filodrammatici di Milano con critiche negative; poi il 15 giugno al Teatro Alfieri di Torino dalla compagnia Cesare Rossi con Teresa Mariani.
Tra le grandi attrici italiane che nel tempo hanno interpretato questo personaggio si possono ricordare Eleonora Duse (1898), Emma Gramatica (1913), Sarah Ferrati (regia di Orazio Costa, 1943), Elena Zareschi (1956), Rossella Falk (regia di Giorgio De Lullo, costumi di Pier Luigi Pizzi, 1969), Valeria Moriconi (regia di Massimo Castri, 1980), Francesca Benedetti (1990), Manuela Kustermann (1993), Anna Bonaiuto (1999).
La prima rappresentazione negli Stati Uniti è stata il 30 marzo 1898 al Fifth Avenue Theatre di New York con Elisabeth Robins come protagonista. (La Robins aveva già interpretato il ruolo di Hedda alla prima rappresentazione britannica del dramma: Londra, Vaudeville Theatre, 20 aprile 1891).

## Edizioni
- Hedda Gabler, traduzione di Paolo Rindler ed Enrico Polese Santarnecchi, Milano, Max Kantorowicz, 1893, 102 p.
- Hedda Gabler, traduzione di Anita Rho, introduzione a cura di Franco Quadri, Torino, Einaudi, Collezione di teatro n. 291, 1987, X-91 p., ISBN 9788806598846